# Frank Fernandez
Frank Fernandez (...) è un ex giocatore di football americano statunitense che ha giocato come offensive lineman.
Dopo aver giocato per la squadra universitaria degli Harvard Crimson ha firmato nel 2008 con i giapponesi Onward Oaks, per trasferirsi l'anno seguente agli Obic Seagulls.